# Thurnberger Stausee
Der Thurnberger Stausee ist nach dem Stausee Ottenstein und dem Stausee Dobra der Dritte der drei Kamptalstauseen im Waldviertel/Niederösterreich.
Die evn naturkraft betreibt ein Wasserkraftwerk zur Erzeugung von elektrischer Energie. Die beiden darin aufgestellten Kaplanturbinen haben eine Leistung von je 1,35 MW.

## Geschichte
Im Jahr 1949 begann die Niederösterreichische Elektrizitätswerke AG (NEWAG, heute EVN) mit der Errichtung des Kraftwerks Thurnberg-Wegscheid, das 1952 fertiggestellt wurde.
Die Eröffnung dieser ersten Stufe der Kampkraftwerke erfolgte am 9. Juli 1952 im Beisein des damaligen Bundeskanzlers Leopold Figl.
An die 20 Meter hohe und 51 Meter lange Betonmauer schließt ein 200 Meter langer Erddamm von 17 Meter Höhe an. Der Stauraum beträgt ca. 2,5 Millionen Kubikmeter Wasser. Der Stausee erstreckt sich über vier Kilometer bis Krumau am Kamp und umfasst eine Fläche von ca. 400.000 Quadratmeter. Durch einen 750 Meter langen Triebwasserstollen fließt das gestaute Wasser durch den Berg und in die beiden Kaplanturbinen des Kraftwerks Wegscheid. Die Generatorleistung beträgt 2,7 MW, das Jahresarbeitsvermögen 12 Millionen GWh, wovon 70 % in den Wintermonaten erzeugt werden. Das Kraftwerk Wegscheid dient dem Ausgleich der Wasserführung (Ausgleichswerk) im Unterlauf des Kamps.
Das primäre Ziel der Errichtung dieses Bauvorhabens war keine mengenmäßig hohe Stromerzeugung, sondern die Stromerzeugungskosten von Spitzen- und Winterstrom zu reduzieren. Die NEWAG konnte mithilfe dieser Werke somit einen Großteil des Winterstromes und ihre großen Belastungsspitzen selbst decken. Damit verbunden war eine finanzielle Erleichterung für Unternehmen, aber auch eine Entlastung des Verbundnetzes. Das Bauvorhaben wurde gänzlich ohne ERP-Mittel errichtet, wobei finanzielle Unterstützung durch die Landesregierung, den Sparkassen sowie den Hypothekaranstalten erfolgte. Die USIA hat die Gründe zur Benützung freigegeben. Neben den Werksanlagen wurde für das Betriebspersonal ein Wohnhaus für sechs Familien errichtet.
Bundeskanzler Figl erklärte damals bei seiner Anspreche während der Eröffnung:

„Österreich werde vielfach das Land der weißen Kohle genannt. Die weiße Kohle sei imstande, die Wirtschaft Europas zu befruchten und zu stärken. Man denke dabei aber immer nur an die großen Gebirgs- und Gletscherbauten. Wir brauchen in Niederösterreich die Gebirgsbäche und die Gletscher nicht. Niederösterreich ist auch imstande, aus den Gewässern im Tale für die Energiewirtschaft Kräfte herauszuholen und wirtschaftsfördernde Projekte zu erstellen.“

Der Stollen vom Stausee zum Krafthaus bei Wegscheid wird alle drei Jahre sicherheitstechnisch überprüft.
Im Oktober 2014 suchte die EVN um die wasserrechtliche Bewilligung für eine Entleerung des Speichers an, um verschiedene Arbeiten am Absperrbauwerk vorzunehmen. Neben Kontrolle der oberwasserseitigen Dammdichtung und Generalsanierung der Fugenabdichtungen sollen Grundablass und Spülablass mit je einem zweiten Betriebsverschluss ausgestattet und der Spülablass mit einem Grobrechen zum Schutz vor Totholz versehen werden. Die Entleerung des Staubeckens startete am 19. August 2019 und war nach etwa zwei Wochen abgeschlossen. Die Arbeiten wurden im November 2019 abgeschlossen.

## Bilder

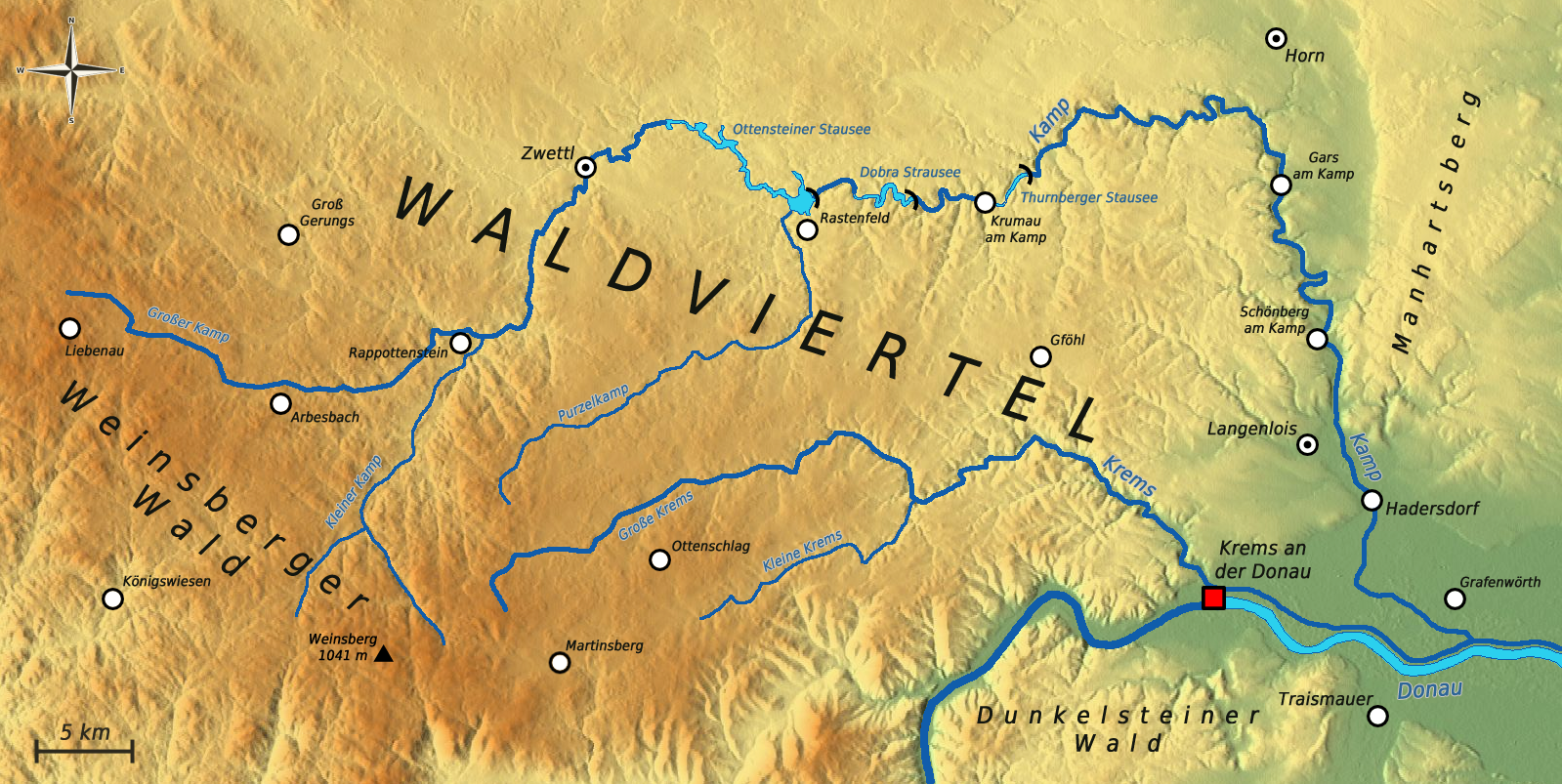
Der Verlauf des Kamp mit den drei Staustufen
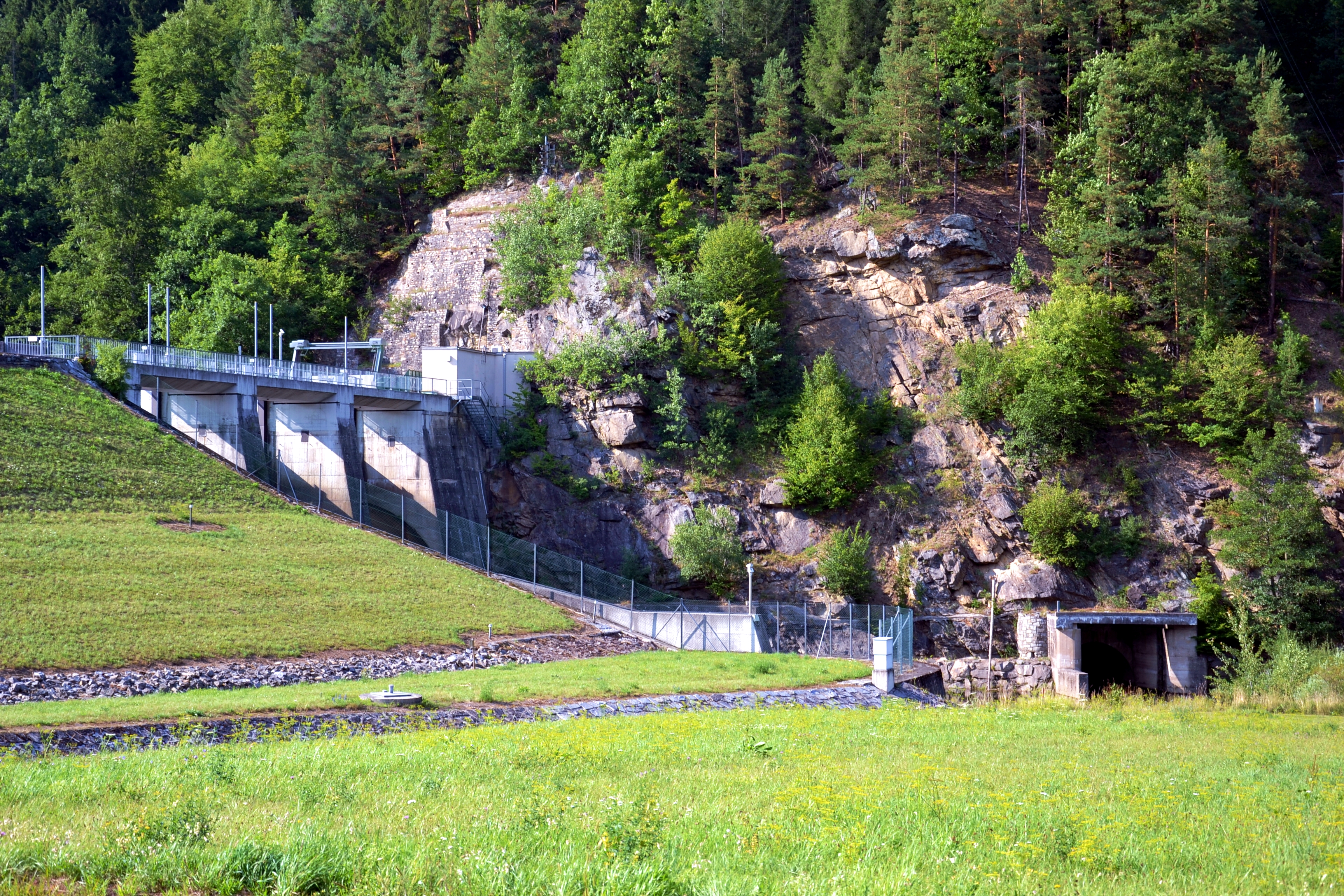
Das Wehr des Thurnberger Stausees aufgenommen unterwasserseitig
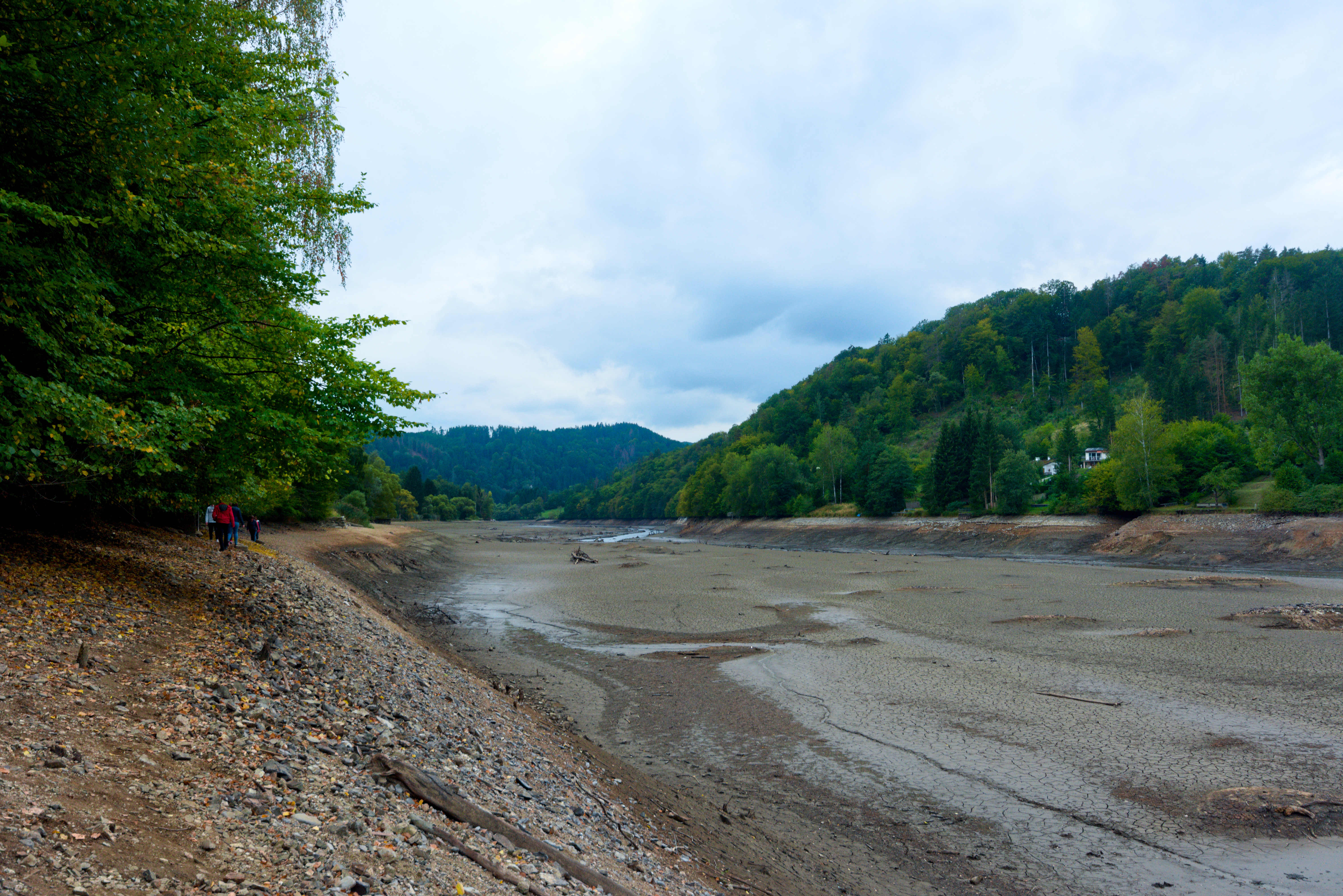
Entleertes Staubecken im September 2019
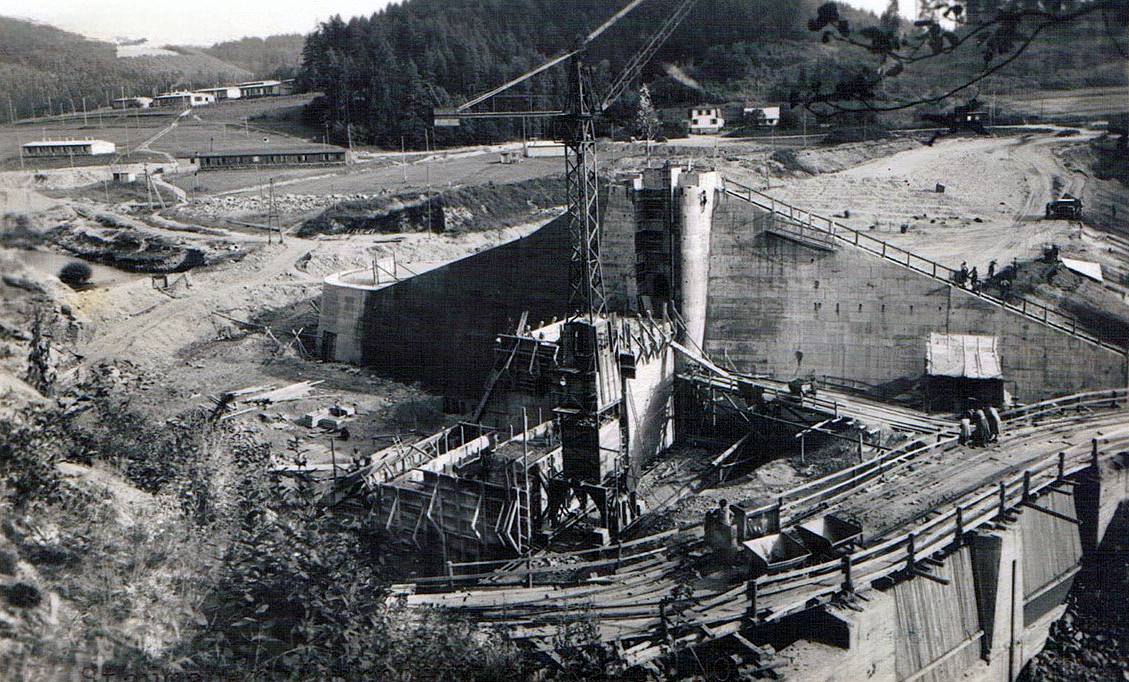
Bau der Sperre Thurnberg (ca. 1950)